# Сивицький Данило Йосипович
Дани́ло Йо́сипович Сиви́цький (*28 серпня 1938, с. Мшанець (Теребовлянський район) — український прозаїк, член Спілки письменників України.Лауреат премії Уласа Самчука. У 2013 році нагороджений медаллю Національної Спілки письменників України «Почесна відзнака».
Дата смерті 02.10.2022

## Біографія
Народився у селі Мшанець Теребовлянського району Тернопільської області. Закінчив Теребовлянське училище механізації, а також режисерський факультет Теребовлянського вищого училища культури.

## Творчість
- У 1994 році у видавництві «Веселка» видав першу збірку оповідань «Твоя нерозквітла любов». Через рік у «Збручі» (Тернопіль) вийшла друга збірка «Зустріч і прощання з Нефертіті», у 1998 у видавництві «Тайп» — третя збірка оповідань «Ще вернеться літо». У 2000 році — документальна повість «Усміхнися долі» — в цьому ж видавництві.
- У 2001 році в Харкові у видавництві «Клубу сімейного дозвілля» вийшов друком роман «Жартівники».
- У 2004 році у видавництві «Підручники й посібники» вийшли книжки: «Нариси з історії села Мшанець», роман-трилогія: «У лабіринтах долі», книжка гумору: «Паси, стара, тутка».
- У 2009 році у видавництві «Підручники й посібники» вийшов публіцистичний роман «Четверте пришестя».
- У 2012 — четверта збірка оповідань «Ноктюрн» у видавництві «Тайп» й у 2013 році в цьому видавництві «Житіє грішника» у трьох томах.

У 2017 у видавництві "Підручники та посібники" вийшли друком  4 і 5 том "Житіє грішника".
У 2018 році у цьому видавництві виданно  трьохтомне зібрання прозових творів, куди увійшли романи  "У лабіринтах долі", "Жартівники", "Четверте пришестя", а також оповідання зі збірок та нові написані протягом 2002 - 2018 років.
Дата смерті 02 жовтня 2022